# Altos do Tatuapé
Altos do Tatuapé é uma região conhecida informalmente entre os distritos de Tatuapé, Água Rasa e Vila Formosa. É denominada por moradores locais e principalmente pelo setor imobiliário, portanto, não é uma divisão oficial da cidade de São Paulo.
A região é composta por três bairros: Vila Gomes Cardim, Vila Santo Estêvão; ambos pertencentes ao distrito de Tatuapé e o bairro de Chácara Paraíso, pertencente ao distrito de Água Rasa.
O bairro Jardim Anália Franco, no distrito de Vila Formosa, também é associado à região, pois até 1992 o Anália era considerado um bairro pertencente ao distrito de Tatuapé.
Outra característica do local, é que de fato existe uma parte desta região que é elevada (daí o Altos), bem acima do nível médio do distrito de Tatuapé, trata-se da Vila Santo Estêvão, bairro extremamente verticalizado e composto por condomínios residenciais de luxo. O Altos do Tatuapé junto com o Jardim Anália Franco, destacam-se como uma das regiões mais nobres da zona leste paulistana

## Localização
Principais Logradouros da região:
- Rua Apucarana
- Rua Azevedo Soares
- Rua Serra de Japi
- Rua Cantagalo
- Rua Emília Marengo
- Rua Demétrio Ribeiro
- Rua Eleonora Cintra
- Rua Itapeti
- Rua Mont Serrat / Rua Nestor de Barros
- Praça Ituzaingó
- Praça Nossa Senhora do Bom Parto
- Rua Antonio Camardo
- Rua Coelho Lisboa
- Rua Francisco Marengo